# Roberta Miranda
Maria Albuquerque Miranda, mais conhecida como Roberta Miranda, (João Pessoa, 28 de setembro de 1956) é uma cantora, compositora e multi-instrumentista brasileira. Consagrada pelo povo com o título de Rainha Sertaneja, Roberta Miranda é uma das cantoras brasileiras que mais vendeu álbuns, com mais de 28 milhões de cópias. Entre seus maiores sucessos estão: A Majestade O Sabiá, São Tantas Coisas, Vá Com Deus e Sol da Minha Vida. Em 9 de fevereiro de 2014, participou com a cantora Paula Fernandes do programa Sai do Chão da Rede Globo. Na ocasião cantaram A Majestade O Sabiá, regravada por Paula no DVD Multishow ao Vivo: Um Ser Amor com a participação de Roberta. Em 2015, ganhou o 26º Prêmio da Música Brasileira na categoria Melhor Cantora de Canção Popular, isso aconteceu graças ao seu álbum, Roberta canta Roberto, que foi nada mais do que ela, regravando alguns sucessos do Rei Roberto Carlos.

## Vida pessoal
Oriunda de uma família humilde de João Pessoa, é a filha caçula. Seus pais tinham três filhos homens, mas sempre quiseram ter uma menina, e a artista nasceu quando seus pais completaram 17 anos de casados. Ao completar 8 anos de idade, a família saiu da Paraíba em busca de uma vida melhor e foram viver em São Paulo, mais especificamente no bairro de São Miguel Paulista. Como esperado, seus irmãos formaram-se professores, e seria o mesmo caminho que a cantora deveria seguir, mas após terminar o ensino médio, a jovem Maria se rebelou, passando a escrever músicas e dizer querer ser cantora, e a família não a aceitou. Com ajuda de amigas, conseguiu emprestado um violão e uma guitarra, e fingindo que ia para o curso pré-vestibular, passava o dia todo ensaiando, onde cantava suas composições junto dos instrumentos musicais.
Aos 16 anos revelou aos pais que não iria para a faculdade, que seria cantora, e nesta época passou a cantar e tocar em bares da cidade onde vivia, onde, mesmo menor de idade, foi contratada para abrir shows em casas noturnas. Aos 18 anos foi morar sozinha, e para se manter, trabalhou por 14 anos cantando, tocando violão e guitarra todos os fins de semana em bares e casas noturnas, até alcançar a fama. Nestas apresentações passou a usar o nome artístico Roberta Miranda, por considerar seu nome, Maria, muito comum.
Paralelo à música, trabalhou por muitos anos como maquiadora e assistente de estúdio, profissões fixas e financeiramente mais estáveis que suas apresentações. Passou a procurar diversas gravadoras para mostrar as músicas que compôs e que já cantava, até ser surpreendida por uma gravadora, que gostou da música, onde Roberta Miranda pôde gravar seu primeiro disco.
Apesar de ter tido relacionamentos com homens anônimos e famosos, não quis se casar nem ter filhos, onde a cantora priorizou a sua carreira artística. Com os anos também aprendeu a pintar e fazer esculturas.
Em entrevista à Tatá Werneck, no Lady Night, Roberta disse se considerar trissexual.

## Álbuns

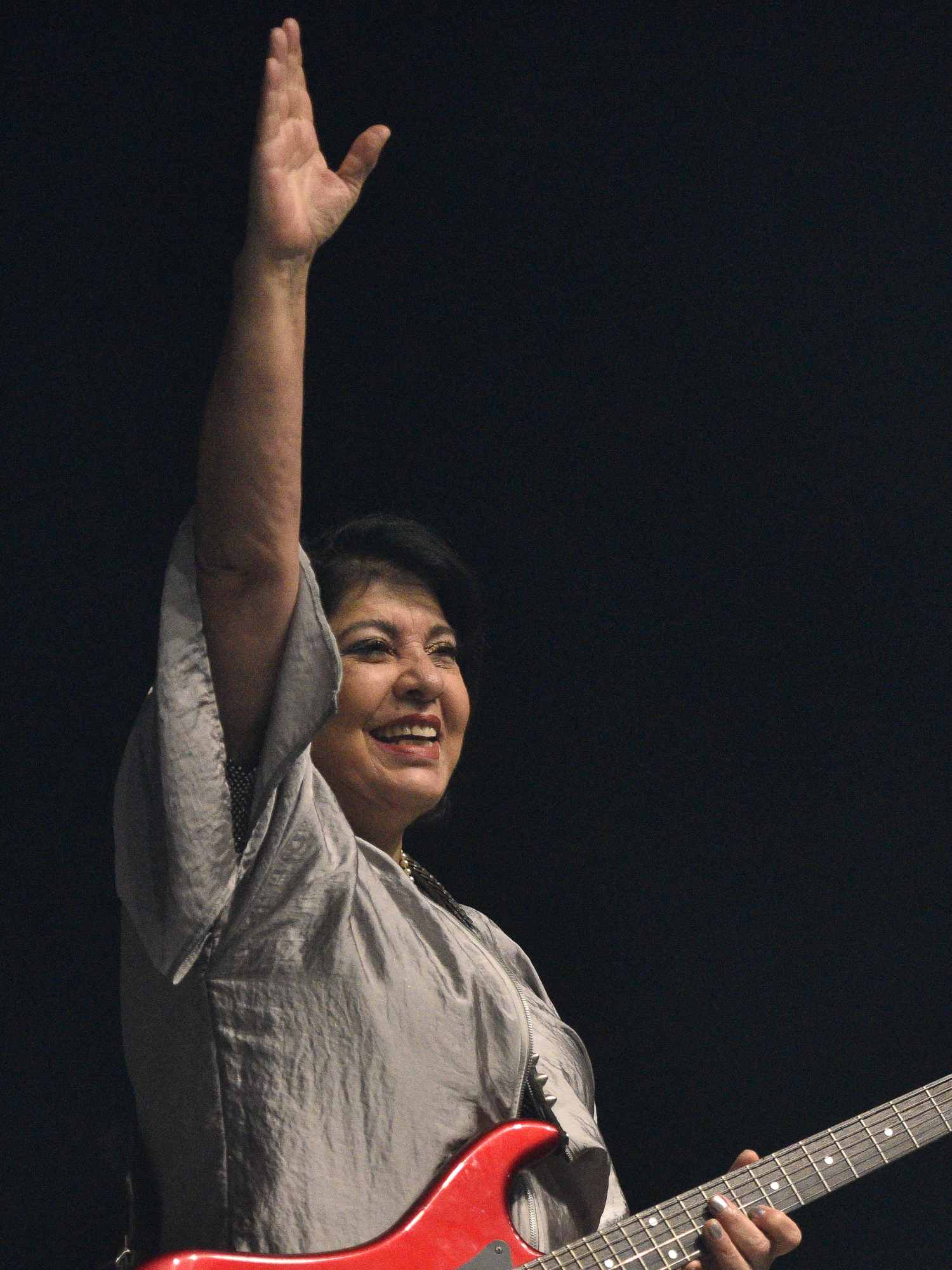
Miranda no festival Revelando SP (2023)

| Ano  | CD                                            | Certificados      |
| ---- | --------------------------------------------- | ----------------- |
| 1986 | Roberta Miranda                               | : PMB: 3× Platina |
| 1987 | Volume 2                                      |                   |
| 1989 | Volume 3                                      |                   |
| 1990 | Volume 4                                      | : PMB: 2× Platina |
| 1990 | Coletâneas                                    |                   |
| 1992 | Sol da Minha Vida                             | : PMB: Platina    |
| 1993 | Volume 6                                      |                   |
| 1994 | Volume 7                                      | : PMB: Ouro       |
| 1995 | Volume 8                                      | : PMB: Ouro       |
| 1996 | Volume 9                                      | : PMB: Ouro       |
| 1997 | Vida                                          | : PMB: Platina    |
| 1998 | Paixão                                        | : PMB: Ouro       |
| 1999 | Caminhos                                      | : PMB: Platina    |
| 2000 | A Majestade, O Sabiá Ao Vivo                  | : PMB: Platina    |
| 2001 | Histórias de Amor                             | : PMB: Ouro       |
| 2001 | Tudo Isto É Fado                              |                   |
| 2002 | Pele de Amor                                  |                   |
| 2004 | Alma Sertaneja                                |                   |
| 2005 | Acústico Ao Vivo                              | : PMB: Ouro       |
| 2008 | Senhora Raiz                                  |                   |
| 2010 | Sorrir Faz a Vida Valer                       |                   |
| 2011 | Boleros                                       |                   |
| 2013 | Roberta Miranda: 25 Anos - Ao Vivo em Estúdio |                   |
| 2014 | Roberta canta Roberto                         |                   |
| 2017 | Os Tempos Mudaram (Ao Vivo)                   |                   |